# Rio Sousa
O rio Sousa é um rio português. Tem nascente na freguesia de Friande, que fica no concelho de Felgueiras, distrito do Porto e desagua na margem direita do rio Douro, na freguesia de Foz do Sousa, que fica no concelho de Gondomar. 

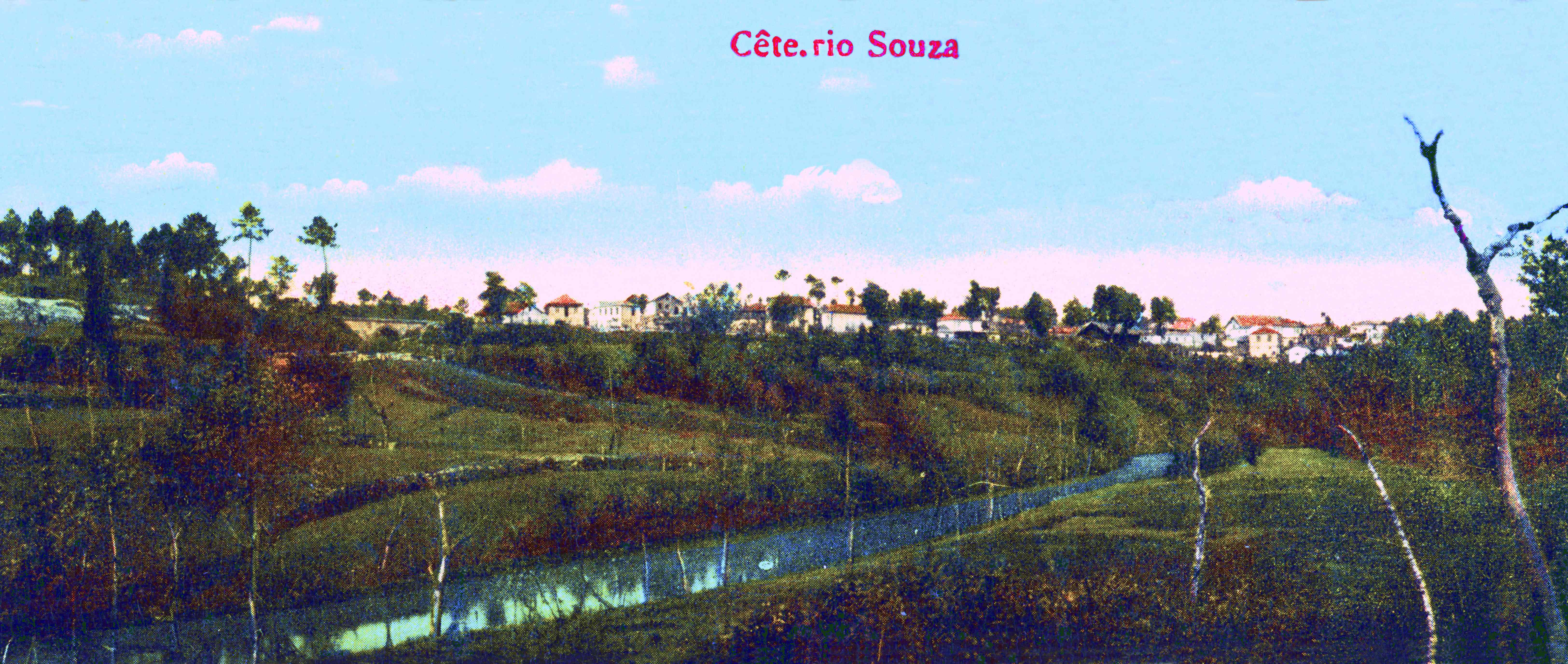
Rio Sousa à altura da estação de Cete. Foto Claudiniz. 1913

## Etimologia
O nome é do latim Saxa 'pedras', mais tarde chamado de Sausa e de Souza.

## Afluentes
- Rio Ferreira (dir.)
- Rio Cavalum
- Rio Mesio